# Takeshi Mizuuchi
Takeshi Mizuuchi (水内 猛, Mizuuchi Takeshi) est un footballeur japonais né le 19 novembre 1972 dans la préfecture de Kanagawa au Japon.